# Antonio Panciera

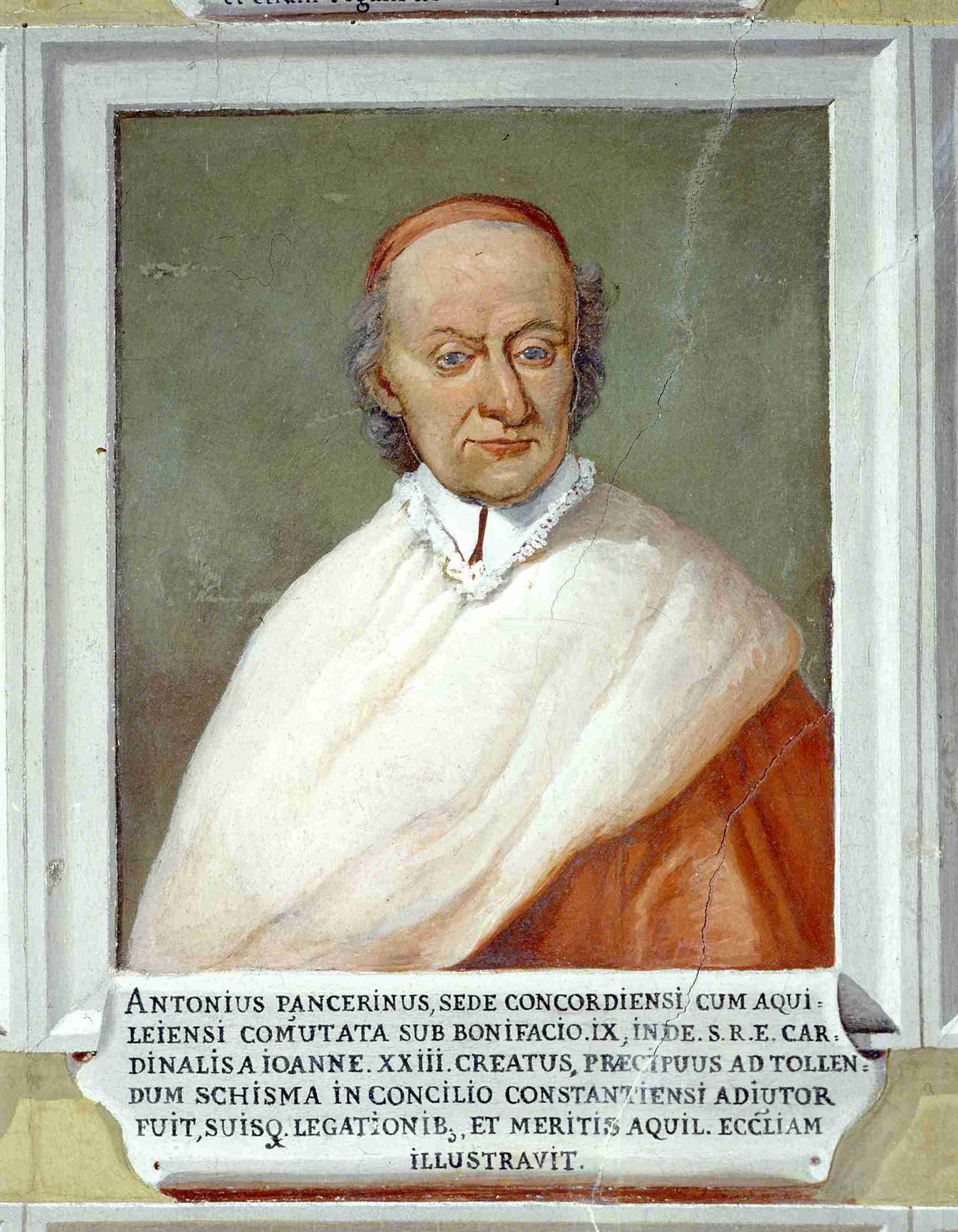
Antonio Kardinal Panciera

Antonio Panciera (* 1350 in Portogruaro; † 3. Juli 1431 in Rom) war ein venetischer Kardinal. Er war Bischof von Concordia von 1393 bis 1402, Patriarch von Aquileia von 1402 bis 1412 und Sekretär des Papstes Bonifatius IX.

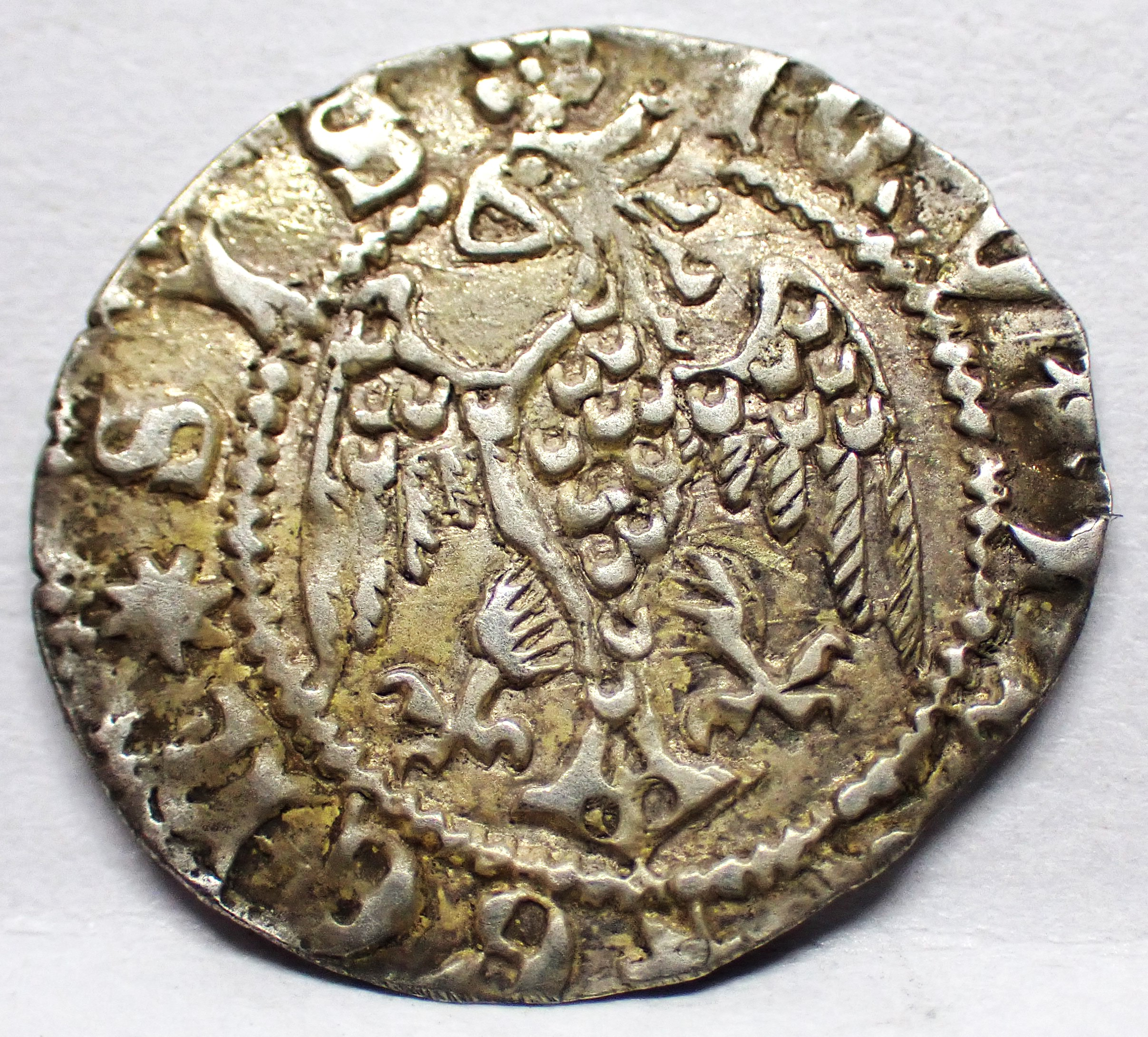
Denar von Aquileia, z. Zt. Antonio Panciera, Adlerseite

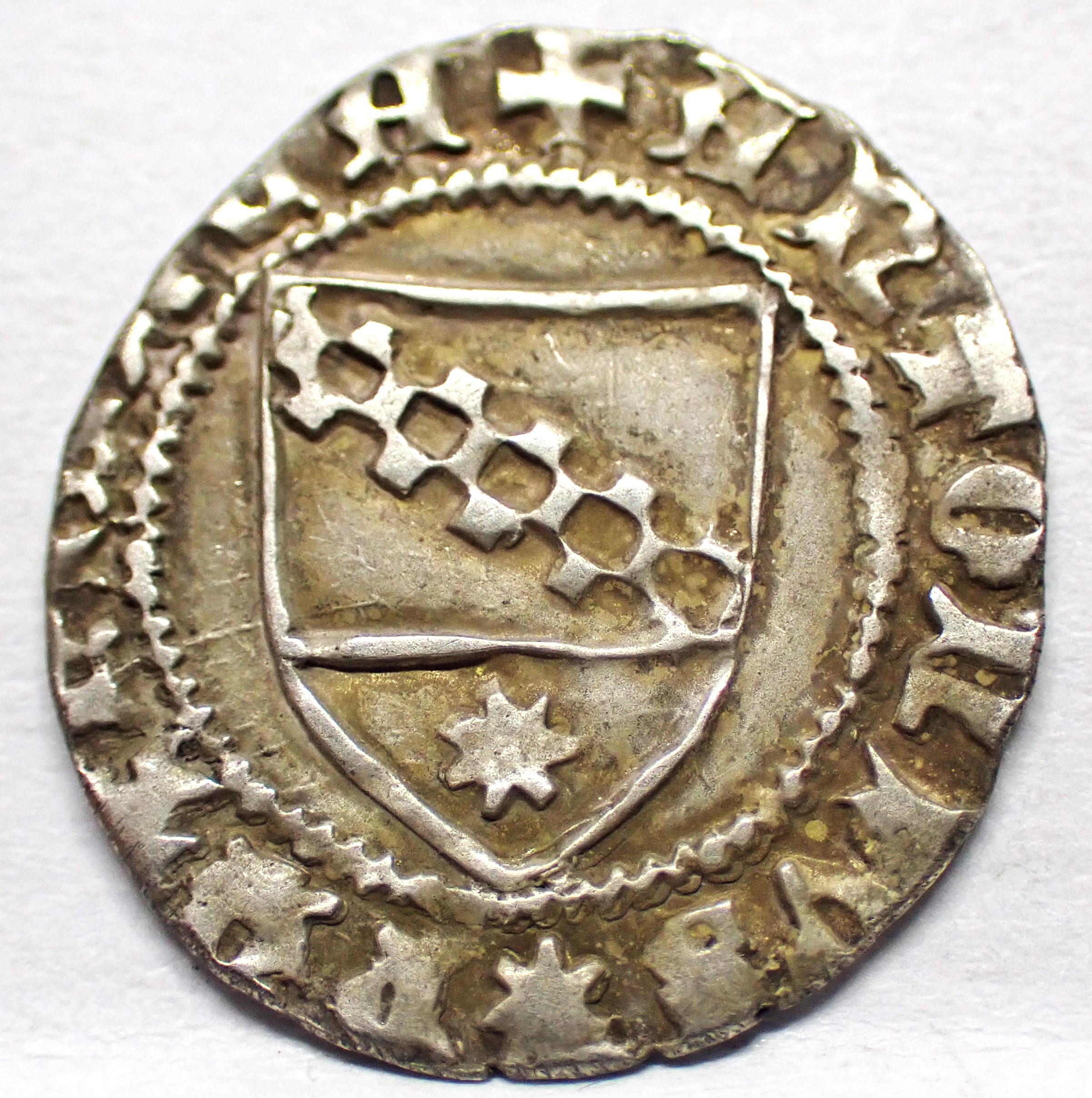
Denar von Aquileia, z. Zt. Antonio Panciera, Wappenseite

## Leben

Kardinalswappen (moderne Nachzeichnung)

Er studierte Recht an der Universität Padua und wurde am 6. Juli 1411 zum Kardinalpriester ernannt. Seine Titelkirche war Santa Susanna. Tatsächlich war er ein Pseudokardinal (er hatte das Purpurgewand vom Gegenpapst Johannes XXIII. erhalten), nahm aber dennoch an jenem Konklave von 1417 teil, das während des Konzils von Konstanz Martin V. zum Papst wählte. Von 1420 an war er Administrator des suburbikarischen Bistums Tusculum. Nach dem Konklave 1431 wurde er von dem neuen Papst Eugen IV., an dessen Wahl er mitgewirkt hatte, zum Kardinalbischof von Frascati erhoben.
Er war eine Persönlichkeit mit gepflegter Bildung, ein gewandter Politiker, aber eigentlich ein humanistischer Gelehrter.